# Philippe Gueudet
Pour les articles homonymes, voir Gueudet (homonymie).
Philippe Gueudet est un prêtre catholique français, né à Saint-Maurice le 22 février 1940 et mort le 8 avril 2015 dans le 15e arrondissement de Paris. Il a été notamment vicaire général puis administrateur diocésain, secrétaire de la commission épiscopale de la liturgie et de la pastorale sacramentelle, et directeur du Centre national de pastorale liturgique. Il est également secrétaire général de l'Association épiscopale liturgique pour les pays francophones (AELF).

## Biographie
Après son ordination sacerdotale en 1967 pour le nouveau diocèse de Créteil, Philippe Gueudet est vicaire à Villeneuve-le-Roi de 1967 à 1971, puis vicaire à Saint-Maur-des-Fossés et aumônier du Lycée Marcelin Berthelot à partir de 1971, responsable de l'ensemble des aumôneries en 1979 à 1981. Il est ensuite curé de Notre-Dame Saint-Mandé à partir de 1981.
Nommé vicaire épiscopal en 1986, chargé spécialement du monde scolaire et universitaire, il devient en 1989 vicaire général du diocèse, puis en 1997 administrateur diocésain à la suite du décès de Mgr François Frétellière,.
Il est nommé en 1998 secrétaire de la commission épiscopale de la liturgie et de la pastorale sacramentelle. Il est aussi le directeur du Centre national de pastorale liturgique (aujourd'hui Service national de la pastorale liturgique et sacramentelle), et secrétaire général de l'AELF, Association épiscopale liturgique francophone. Il est encore responsable du Centre national de pastorale liturgique en l'an 2000 et après. À ce titre, il veille sur la « galaxie en expansion » que représentent la parution et l'adaptation en français des différents livres officiels et rituels.
Il est ensuite, à partir de 2004, curé et responsable de secteur de Notre-Dame et Saint-Louis de Vincennes ainsi que de Notre-Dame de Saint-Mandé. Il reçoit en 2009 la dignité de prélat d'honneur de Sa Sainteté, conférée par le pape Benoît XVI, ce qui lui donne le titre de Monseigneur.